# Vlasivka, Barîșivka
Vlasivka (în ucraineană Власівка) este un sat în comuna Sezenkiv din raionul Barîșivka, regiunea Kiev, Ucraina.

## Demografie
Componența lingvistică a localității Vlasivka
     Ucraineană (92,63%)
     Rusă (6,91%)
Conform recensământului din 2001, majoritatea populației localității Vlasivka era vorbitoare de ucraineană (92,63%), existând în minoritate și vorbitori de rusă (6,91%).